# Сиангкхуанг

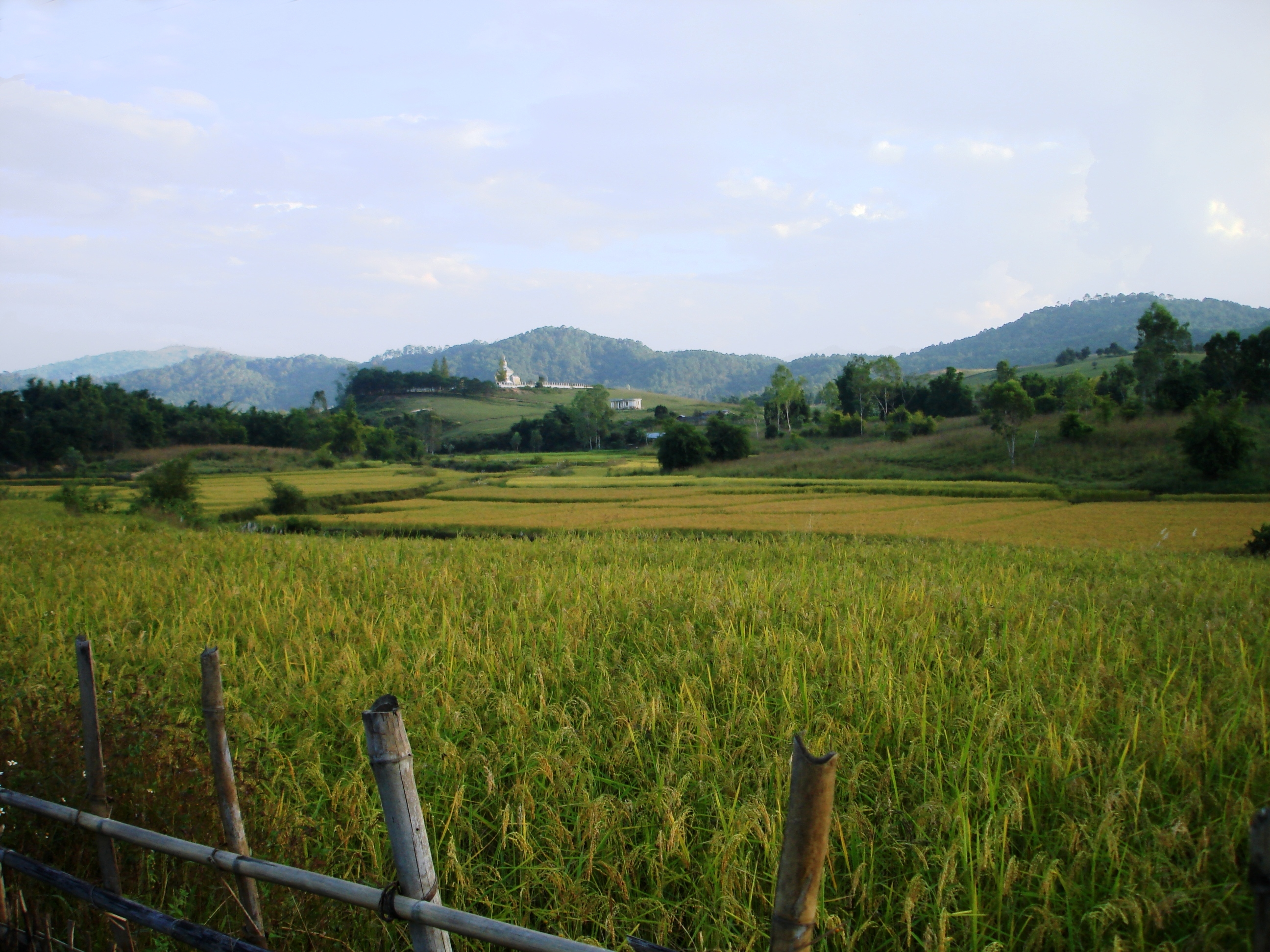
Плато Сиангхуанг

Сиангкхуанг (лаос. ຊຽງຂວາງ) — провинция Лаоса на северо-востоке страны, граничит с вьетнамской провинцией Нгеан. Название провинция получила от плато Сиангкхуанг. Административный центр — город Пхонсаван. В этой провинции находится знаменитая Долина кувшинов и самая высокая точка страны — гора Фубиа.

## История
По мере переселения тайско-лаосских народов в этот регион с территории современного Южного Китая, в XIII веке здесь образовалось княжество Пхуан. Позднее оно вошло в состав первого лаосского государства Лансанг, но сохраняло внутри него значительную степень автономии. После распада Лансанга в начале XVIII века княжество Пхуан опять стало независимым, став вассалом Сиама и одновременно выплачивая дань Дайвьету. Согласно франко-сиамским договорам 1890-х годов, Пхуан стало частью Французского Индокитая, а после Второй мировой войны вошло в состав Лаоса. Эти земли подвергались особенно сильной американской бомбардировке во время Секретной войны. С 1994 по 2006 годы часть провинции входила в состав Особой зоны Сайсомбун (приблизительно 1000 км²). После упразднения этой зоны (13 января 2006 года) площадь провинции Сиангкхуанг составляет 16 812 км². В 2013 на части территории страны была создана провинция Сайсомбун

## Административное деление
Провинция разделена на следующие районы:
1. Кхам (9-02)
2. Кхун (9-04)
3. Мокмай (9-05)
4. Нонгхет (9-03)
5. Пек (9-01)
6. Пхасай (9-07)
7. Пхукут (9-06)
8. Тхатом (9-08)